# Liberty (hrabstwo Sequoyah)
Liberty – jednostka osadnicza w Stanach Zjednoczonych, w stanie Oklahoma, w hrabstwie Sequoyah.